# فيلهلم فريديمان باخ
فيلهلم فريديمان باخ (بالألمانية: Wilhelm Friedemann Bach )‏ (و. 1710 – 1784 م) هو ملحن، وعازف أرغن، وعازف بيانو، ولد في فايمار، توفي في برلين، عن عمر يناهز 74 عاماً.

## التعليم
تعلم في St. Thomas School, Leipzig ‏.

## روابط خارجية
- ويلهلم فريديمان باخ على موقع الموسوعة البريطانية (الإنجليزية)
- ويلهلم فريديمان باخ على موقع ميوزك برينز (الإنجليزية)
- ويلهلم فريديمان باخ على موقع أول ميوزيك (الإنجليزية)
- ويلهلم فريديمان باخ على موقع ديسكوغز (الإنجليزية)